# Часник жорсткий
Часник жорсткий, Цибуля пряма (Allium strictum) — багаторічна трав'яниста рослина, вид роду цибуля (Allium).

## Поширення
Росте переважно на вапнякових скелях, кам'янистих відшаровуваннях та осипищах на схилах.
У природі ареал виду охоплює Центральну Європу, Скандинавію, південну частину Східної Європи, Сибіру, гори Середньої Азії, Далекого Сходу, Монголії.

### Україна
Цибуля пряма занесена до Червоної книги України, як рідкісна. Охороняють у заповіднику Медобори та в національному парку «Подільські Товтри». Зустрічається в Гологорах, Кременецьких горах, Медоборах.

## Опис
Цибулини майже циліндричні, товщиною 1–2 см, довжиною 6–10 см, по 1–2 прикріплені до висхідного кореневища, з бурими сітчастими оболонками. Стебло заввишки 40–60 см, округле, гладке, ребристе, на третину одягнене розставленими, гладкими піхвами листків.
Листя в кількості 3–4, лінійні, завширшки 3–5 мм, плескуваті, жорсткі, по краю шорсткі, до верхівки звужені, коротше за стебло.
Зонтик напівкулястий або рідше кулястий, багатоквітковий, густий. Листочки дзвінкової оцвітини рожеві, еліптичні або довгасто-еліптичні, тупі, завдовжки 4–5 мм, з сильною пурпуровою жилкою, зовнішні трохи коротшою. Нитки тичинок зазвичай трохи довші за оцвітини, біля основи зрощені, шилоподібні. Стовпчик видається з оцвітини. Приймочка майже голівчаста.
Коробочка трохи коротша за оцвітину.